# Cesare Amè
Cesare Amè (Cumiana, 18 novembre 1892 – Roma, 30 giugno 1983) è stato un generale e agente segreto italiano a capo del SIM durante la seconda guerra mondiale.

## Carriera
Entrato giovanissimo nel Regio Esercito, Cesare Amè viene nominato Sottotenente di fanteria nel 1912, anno in cui verrà mobilitato per la guerra di Libia: è qui che il giovane ufficiale poco più che ventenne farà le sue prime esperienze nel campo dell'intelligence militare, venendo assegnato agli Uffici ITO (Informazioni Truppe Operanti) aggregati alle armate italiane, particolari distaccamenti che operavano raccogliendo informazioni sul nemico e l’ambiente circostante da fornire poi alle forze impegnate sul campo. Come ricordano alcuni autori che hanno trattato lo spionaggio italiano nel Novecento, soprattutto quello a cavallo dei due conflitti mondiali,
"fu proprio durante la campagna di Libia che il Servizio I (Informazioni) ebbe il suo battesimo sui campi di battaglia, in preparazione della spedizione italiana: tra gli uomini che si distinsero, il Capitano Pietro Verri, considerato già allora uno degli agenti più promettenti".
Fu, poi, in Libia che il Sottotenente Amè, durante il conflitto che porterà alla conquista di quella quarta sponda, come venne definita dallo storico e saggista Sergio Romano, incrocerà il suo cammino con un altro ufficiale italiano, il tenente Giacomo Carboni: sarà quest'ultimo a segnalare Cesare Amè quale Vice Capo del SIM, il Servizio Informazioni Militare diretto erede proprio degli Uffici ITO. Terminata l'esperienza libica, promosso al grado superiore di Tenente pochi mesi prima dell'inizio delle ostilità, il 24 maggio 1915, contro l'Impero Austro-Ungarico, alla dichiarazione di guerra Amè sarà destinato al fronte sul Col di Lana, dove verrà destinato quale Ufficiale di Collegamento allo Stato Maggiore della 25ª Armata: prese successivamente parte alle battaglie sulle Alture di Flondar, sul Carso e sul Piave, fino alla cessazione delle ostilità nel novembre 1918. Terminò la Prima Guerra Mondiale con il grado di Capitano e venendo insignito di ben tre Medaglie al Valor Militare, una d'Argento e due Bronzo, soprattutto per essersi distinto, nell'agosto 1917, per aver individuato alcune postazioni di mitragliatrici, così da fornire le giuste coordinate all'artiglieria italiana per controbatterle.

Dopo la guerra si aprirono definitivamente le porte che porteranno l'allora Capitano Cesare Amè a scalare i vertici del servizio segreto militare, che vide proprio negli anni successivi al conflitto una prima ristrutturazione, soprattutto all'acume e all'intelligenza del Colonnello Attilio Vigevano, che decise di chiamare presso di sé questo giovane ufficiale. A tal proposito, nel libro di Bagnoli, dedicato proprio alla vita di Cesare Amè, è evidenziato come
"la sua intelligenza [di Cesare Amè], il suo acume nell’analizzare fatti e circostanze e forse soprattutto la sua capacità di restare fuori dalle varie “fazioni” all’interno delle Forze Armate, furono notate dal Colonnello Attilio Vigevano, capo del neonato SIM (istituito il 15 ottobre 1925). L’ufficiale chiamò dunque Cesare Amé a collaborare con la nuova struttura, inviandolo in missione nel Nord Africa francese affinché stilasse, sull’area in questione, una dettagliata relazione".
Ed è mentre si trovava agli ordini del Colonnello Vigevano, che in Cesare Amè si fa strada l'idea concreta che all'intelligence italiana serva una vera e propria ristrutturazione, cominciando da una continuità nella direzione e nella collaborazione con i vari servizi informazioni delle rispettive Forze Armate. La sua carriera, nel frattempo, proseguiva spedita: promosso ai gradi di Maggiore e Tenente Colonnello, nel 1937, Amè aveva assunto da Colonnello dapprima il comando dell’8º Reggimento Fanteria Cuneo, per poi diventare Capo di Stato Maggiore della 58ª Divisione di Fanteria Legnano e, infine, del Corpo d’Armata di Udine. Un percorso obbligato, che costringeva giustamente gli Ufficiali del Regio Esercito a seguire un iter di comando prestabilito, indispensabile per le promozioni: un fatto, questo, che allontanò Amé dalle stanze dei servizi segreti preservandolo dalle varie cordate di alti ufficiali che si alterarono, tra il 1925 e il giugno 1940, alla guida del Servizio Informazioni Militare, male endemico del Regio Esercito e non solo. Basti pensare che, in soli quindici anni, si erano alternati al comando della struttura di intelligence ben nove diverse persone, se si esclude l'era Roatta, in carica dal 1934 al 1939, sostituito dal generale Carboni proprio alla vigilia del conflitto mondiale.

Tutta questa alternanza, però, come ricorderà nelle sue memorie il Generale Amè, non fece altro che peggiorare la situazione, avendo come conseguenza diretta la mancata realizzazione di piani a medio e lungo termine, per la cronica convinzione dei successori (quasi sempre infondata) di essere "migliori" di coloro che li avevano preceduti e quindi decisi a disfare quanto fatto in precedenza, la mancata istituzione di centri informativi e di spionaggio all'estero, soprattutto nelle aree di interesse italiano e che si riveleranno spesso determinanti quando anche il Regno d'Italia, dal 10 giugno 1940, prenderà parte al secondo conflitto mondiale. Per di più, poco era stato fatto anche a ridosso dell'entrata in guerra, tanto che un giornalista di allora, Paolo Zappa, autore proprio nel 1940 di un testo sullo spionaggio, sottolineerà come
"Prima dello scoppio di ogni guerra, una delle principali preoccupazioni dei vari uffici informazioni consiste nell’organizzare e assicurare il servizio segreto in territorio nemico per la durata della guerra medesima. Se in tempo di pace, malgrado un abile controspionaggio, è relativamente facile per un agente lavorare e muoversi, in tempo di guerra le difficoltà si centuplicano e i pericoli pure".
Proprio a riguardo del vuoto informativo alla vigilia del secondo conflitto, ricorderà Cesare Amè, come un enorme "vuoto esisteva al di là delle frontiere dell’Albania, verso la Jugoslavia e verso la Grecia, dove venne subito diretto ogni sforzo per colmare la lacuna". Ma il vero problema rimaneva il coordinare i vari servizi di intelligence, cui Amè profuse ogni sforzo, soprattutto quando il generale Carboni lo nominò suo diretto collaboratore, quale Vice Capo del SIM a partire dal 1º gennaio 1940. Da questo punto di vista, infatti,
"oltre al SIM esistevano infatti il Servizio Informazioni Segrete (SIS) della Regia Marina e il Servizio Informazioni Aeronautica (SIA). Strutture queste che operavano in contesti estremamente simili ma senza un adeguato coordinamento: il che si traduceva in continui problemi che mettevano a rischio intere operazioni. In proposito lo stesso Amé ricorderà che capitava spesso che agenti dell’un servizio fossero segnalati dall’altro come sospetti, che organi dell’uno arrestassero agenti dell’altro interferendo in azioni importanti e delicate. Sulla carta i tre servizi di intelligence avrebbero dovuto collaborare tra di loro, incrociare i dati, passarsi rapporti e interloquire per adottare una linea comune ma operarono invece fin troppo spesso a compartimentazione stagna, custodendo gelosamente le loro informazioni ed elaborando autonomamente indirizzi e strategie. Non bisogna poi dimenticare che oltre alle strutture indicate c’era anche il Centro di Controspionaggio Militare e Servizi Speciali (CCMSS), che dipendeva dal Ministero della Guerra. E che a pochi mesi dal 10 giugno 1940 (per la precisione il 24 aprile), il Servizio Informazioni Militare, per volere del Sottosegretario di Stato alla Guerra Generale Ubaldo Soddu, venne privato della Sezione Difensiva, resa autonoma".
Dal 20 settembre 1940, Cesare Amè sostituì il suo superiore Carboni alla guida del Servizio Informazioni. Tra le principali azioni svolte dagli uomini ai suoi ordini, si ricordano quelle svolte dalla Sezione P (Prelevamento), costituita in parte da militari appartenenti all'Arma dei Carabinieri, maestri nell'impossessarsi di documenti riservati e classificati provenienti dalle ambasciate straniere accreditate presso lo Stato del Vaticano, tra cui il furto del cosiddetto Black Code, un particolare cifrario impiegato dai funzionari americani per comunicare con gli Inglesi in Nord Africa: quando venne sottratto, infatti, gli Stati Uniti erano ancora neutrali e con estrema leggerezza, non venne cambiato al momento dell'entrata in guerra dell'Italia. Fu allora che gli uomini del Tenente Colonnello Manfredi Talamo, su ordine di Amè, ne entrarono in possesso: ed esso si rivelerà di estrema importanza per supportare le vittorie del generale Erwin Rommel in Nord Africa. Solo quando una sezione crittografica dell'Afrika Korps cadde nelle mani degli Inglesi, questi ultimi si resero conto che le loro comunicazioni erano quotidianamente intercettate e decodificate. Sull'operato di questi agenti segreti più simili a degli scassinatori, Carlo De Risio ha scritto che
"codici e tabelle cifranti continuarono ad essere assicurati al SIM, che soltanto nel 1941 riuscì a entrare in possesso di tremila documenti segreti e una cinquantina di materiali crittografici. Particolarmente nutrito era risultato il bottino fatto con le incursioni all’ambasciata jugoslava, con l’acquisizione di moltissimi elementi sull’organizzazione del servizio radiotelegrafico militare nemico: onde, orari, maglie, località".
Anche nella lotta alle spie nemiche, Cesare Amè impresse nuovo impulso e nuova linfa ai suoi agenti, riuscendo a catturare e a sgominare reti nemiche che operavano per conto di nazioni straniere in guerra con l'Italia. Operato, questo, ricordato anche nei diari dell'allora Ministro degli Esteri Galeazzo Ciano, che appuntava:
"il nostro SIM ha scoperto un centro di spionaggio all’Ambasciata tedesca. È già stato tratto in arresto il Dottor Sauer, addetto culturale, che è confesso. Ha soltanto messo in chiaro che non agiva per denaro, ma in odio al Nazismo e al Fascismo. Passava informazioni d’ordine militare all’addetto militare svizzero".
Ma fu un'azione condotta direttamente da Cesare Amé, che se ne assunse ogni responsabilità in caso di fallimento, a dover essere ricordata: il sostegno ai reparti italiani nell'aprile 1941 durante l'invasione della Jugoslavia che in caso non fosse riuscito avrebbe potuto provocare gravi perdite e un possibile arretramento della linea del fronte. Nel cercare un modo per consentire alle forze italiane di passare al contrattacco, il nuovo Capo del Servizio Informazioni si ricordò di una lista di ufficiali jugoslavi, recuperata da un suo agente pochi giorni prima dell'entrata in guerra dell'Italia, che la sottrasse dall'Ambasciata inglese. Fu in questa circostanza che 
In completa autonomia e senza informare né Mussolini né lo Stato Maggiore, Amé decise di inviare due falsi messaggi firmati dal Generale Dusan Simovic, allora capo dell’Esercito jugoslavo. Il primo partì da Forte Braschi il 12 aprile 1941 e recitava: "Al Comando Divisione Cettigne. Le dipendenti truppe sospendano ogni azione offensiva stop. Si ritirino in direzione di Podgorica organizzandosi a pronta difesa. Firmato: Generale Simovic”. Poche ore dopo, i comandi slavi ricevevano un secondo ordine: “Al Comando Divisione Kosowska Mitrovica. Ritiratevi subito con tutte dipendenti truppe in direzione Kosowska Mitrovica. Firmato: Generale Simovic”. L’astuta mossa venne scoperta dagli slavi solo tre giorni dopo: un periodo breve ma comunque sufficiente affinché l’attacco contro le posizioni italiane si attenuasse fino, in alcuni tratti del fronte, ad arrestarsi del tutto al punto da consentire agli italiani di prendere l’iniziativa.
Di lui sono alterne le valutazioni: da una parte vi è l'ammirazione per la paziente opera riorganizzativa di un Servizio che inizialmente è stato parcellizzato e diluito, con la creazione di SIS, SIA, SIE e CSMSS. Al contempo furono eccellenti le azioni volte alla raccolta di informazioni, all'analisi delle situazioni strategiche, politiche ed economiche, ed al "rivoltamento" di reti straniere in Italia. Dall'altra parte si sa che la sua personale posizione fu ambigua nei mesi immediatamente antecedenti il 25 luglio 1943, al punto che i "congiurati" lo tennero all'oscuro di quanto stava per avvenire.
Nel famoso incontro del 2 agosto 1943 al Lido di Venezia, con il collega tedesco ammiraglio Wilhelm Canaris mantenne una posizione molto prudente nei confronti dei tedeschi. Il 18 agosto 1943 il Capo di Stato Maggiore Generale, il generale Vittorio Ambrosio, lo destituisce per motivi non ancora del tutto chiari. Nel dopoguerra il generale Ambrosio spiegherà il cambio motivandolo ad una eccessiva vicinanza con i tedeschi. È possibile che la sua sostituzione sia statà motivata dai pessimi rapporti che il capo del SIM aveva con il maresciallo d'Italia Pietro Badoglio. Amè imputa ad un intervento di Badoglio la rimozione dall'incarico.
Al suo posto è nominato, quale commissario, il generale Giacomo Carboni, già suo predecessore per pochi mesi. Viene quindi destinato da settembre a comandare la fanteria della 22ª divisione fanteria Cacciatori delle Alpi con sede a Lubiana, senza però mai raggiungerla.
Amè muore a Roma nel 1983 per disturbi circolatori.

## Opere
- Guerra segreta in Italia 1940-1943, Casini, Roma 1954.